# Jesús Lázaro Owono Ngua
Jesús Lázaro Owono Ngua (Bata, 1 de març de 2001) és un futbolista equatoguineà que juga com a porter amb el FC Andorra, cedit pel Deportivo Alavés. És internacional amb la selecció de Guinea Equatorial.
Va debutar a nivell de clubs al Deportivo Alabès Juvenil "A" el 2016 i posteriorment va marxar a jugar al Club Deportivo San Ignacio.
El 2 de gener de 2022 va debutar amb el primer equip del Deportivo Alavés a la Primera Divisió. Al final d'aquesta temporada va ampliar el seu contracte amb el conjunt vitorià fins a juny de 2024.

## Internacional
Va obtenir la seva primera anomenada internacional amb la selecció de futbol de Guinea Equatorial als 17 anys, al setembre de 2018 i va debutar el 25 de març de 2019 perdent 3-2 en un amistós contra Aràbia Saudita.
| Selecció     | Guinea Equatorial  | Guinea Equatorial  |
| Debut        | 25 de març de 2019 | 25 de març de 2019 |
| Dorsal(s)    | 1                  | 1                  |
| Part. (gols) | 28 (0)             | 28 (0)             |